# Ті, що говорять із вітром
Ті, що говорять з вітром (англ. Windtalkers) — американський фільм 2002 року про Другу світову війну, режисер Джон Ву.

## Сюжет
Під час Другої світової війни, коли американці вели запеклі бої з японцями в Тихому океані, головною проблемою армії США була нездатність створити стійкий код для передачі своїх радіограм: японці незмінно розгадували навіть найскладнішу шифровку. Рішення виявилося геніальним і простим: у пошуках ключа, з яким японці точно були не знайомі, армія звернулася за допомогою до індіанців навахо і стала використовувати для шифрування їх рідну мову.
Збереження коду була питанням першої важливості, тому цих радистів-шифрувальників належало охороняти до останнього, а у разі полонення супротивником — вбити. Одним з них був Бен Язи, що вперше потрапив у гущу бою під час висадки на Сайпан і усвідомив, що не може стріляти в людей. Охоронцем його призначили капрала Джо Ендерса, пораненого в битві за Соломонові острови і тільки завдяки допомозі співчутливої медсестри повернувся в стрій. Спільними зусиллями їм належало відвоювати у японців острів.

## У ролях
| Актор            | Роль                                |
| ---------------- | ----------------------------------- |
| Ніколас Кейдж    | сержант Джо Ендерс                  |
| Адам Біч         | рядовий Бен Язи                     |
| Крістіан Слейтер | сержант Піт «Окс» Андерсон          |
| Роджер Віллі     | рядовий Чарлі Вайтгорз (Білий Кінь) |
| Петер Стормаре   | сержант артилерії Гьелмстад         |
| Ноа Еммеріх      | рядовий Чік                         |
| Марк Руффало     | рядовий Паппас                      |
| Браян Ван Голт   | рядовий Герріган                    |
| Мартін Гендерсон | рядовий Неллі                       |
| Френсіс О'Коннор | медсестра Ріта                      |
| Джейсон Айзекс   | майор Мелліц                        |

## Цікаві факти
- Спочатку на роль рядового Неллі був відібраний Стів Термас, однак через те, що він, будучи резервістом, був на деякий час призваний на військову службу і не міг зніматися, роль отримав Мартін Хендерсон.
- Щоб додати фільму більше автентичності, кіностудія MGM придбала декілька раритетних рацій періоду Другої світової війни в одного з приватних колекціонерів в штаті Огайо.
- Координатор по роботі зі зброєю та іншої бойової амуніцією Роберт Галотті зібрав понад 500 раритетних одиниць вогнепальної зброї часів Другої світової війни, додавши до них 700 гумових точних копій, що використовувалися раніше при зйомках фільмів. Також були задіяні справжні американські танки Шерман і Стюарт і японські Ха-Го.
- Реліз фільму був запланований на осінь 2001 але трагічні події 11 вересня змусили кіностудію перенести прем'єру на літо 2002 року. Всі постери і інша рекламна атрибутика, раніше розіслані по кінотеатрах, були відкликані, пізніше ставши цінним раритетом в середовищі колекціонерів.
- Безпосередньо перед зйомками більшість задіяних у фільмі акторів разом із 62 учасниками масовки пройшли інтенсивну тижневу підготовку в спеціально створеному для них тренувальному таборі, продюсери заручилися підтримкою міністерства оборони, які дозволили скористатися для тренувань своєю базою морської піхоти, розташованої на острові Оаху на Гавайських островах. Там під керівництвом відставного старшого сержанта Джеймса Девера і наданих в його підпорядкування інструкторів з числа що знаходяться на службі морських піхотинців актори крім фізичної підготовки вчилися і найдрібнішим деталям із способу життя морської піхоти.
- Спочатку у фільмі присутній персонаж «Дантист», в одному з епізодів він підходив до тіла убитого, і зі словами «Ідіть до татка» висмикував у того золоті зуби. Однак, на думку цензора збройних сил США, подібна поведінка не відповідав образу десантника. Враховуючи, що армія активно допомагала у створенні фільму, дану сцену довелося вирізати.